# Reines africaines
Reines africaines est une série documentaire historique consacrée aux femmes monarques du continent africain et diffusée sur la plate-forme de streaming Netflix.
La série est produite et racontée par Jada Pinkett Smith. Elle mélange des scènes de reconstitutions historiques ainsi que des entretiens avec des historiens et spécialistes.
La première saison est centrée sur la reine Njinga de Ndongo et Matamba.
La deuxième saison s'attarde, elle, sur la vie de Cléopâtre VII, dernière reine d'Égypte de la dynastie lagide.

## Résumé

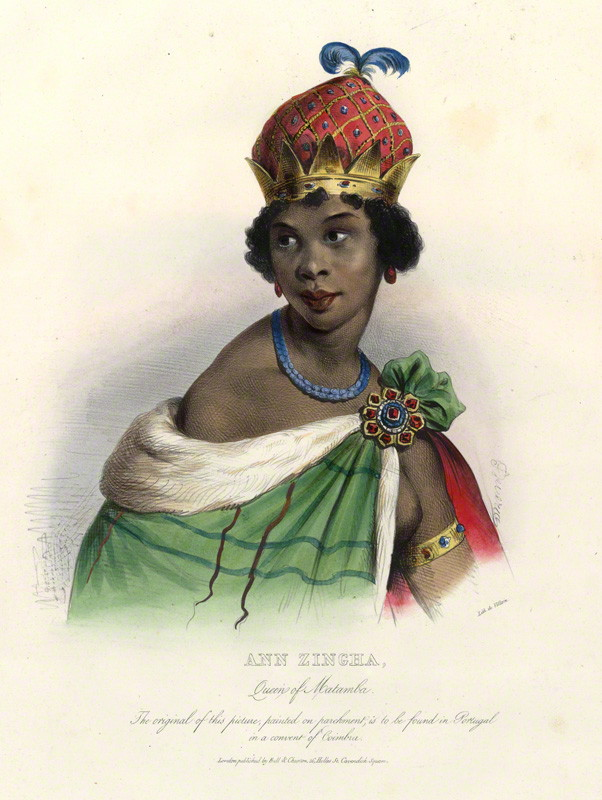
Dessin représentant Nzinga du Ndongo et du Matamba.

### Première saison:Njinga
La première saison est diffusée à partir du 15 février 2023.
Elle s'attarde sur le destin de Njinga, reine du Ndongo et Matamba, une célèbre politicienne, diplomate et cheffe militaire qui régna sur deux territoires qui constitue aujourd'hui l'Angola.
La série combine des reconstitutions dramatiques ainsi que des entretiens spécialistes relatant les différents événements, comme Kellie Carter Jackson, professeur associé au département d'études africaines du Wellesley College.
Sont également interviewés Diambi Kabatusuila, chef actuel du peuple Bakwa Luntu et Rosa Cruz e Silva, ancienne directrice des Archives nationales d'Angola.

### Deuxième saison:La Reine Cléopâtre
La deuxième saison est diffusée à partir du 10 mai 2023. Elle raconte la vie de la reine égyptienne ptolémaïque Cléopâtre VII.
Elle s'attarde notamment sur ses histoires d'amour avec Jules César et Marc Antoine, et décrypte ses nombreuses décisions politiques.
Tout comme la première saison, elle mêle des scènes de reconstitutions et des témoignages de spécialistes.
La série présente la reine comme une « icône féministe insoumise », prête se battre pour défendre son trône et sa famille.
Dans cette deuxième saison, Cléopâtre est interprétée par l'actrice britannique Adele James, un choix qui suscite la polémique et relance le débat sur la couleur de peau de la reine Cléopâtre,.

## Distribution
Sauf indication contraire, les informations mentionnées dans cette section peuvent être confirmées par la base de données cinématographiques IMDb,  présente dans la section « Liens externes ».

### Première saison:Njinga
- Jada Pinkett Smith : Narrateur
- Adesuwa Oni  : Njinga
- Eshe Asante : Ndambi
- Marilyn Nnadebe : Funji
- Chipo Kureya : Kambu
- Philips Nortey : Roi Mbande
- Cory Hippolyte : Kasanje
- Milton Schorr : Capitaine Cardosa
- Carel Nel	: Gouverneur Fernao De Sousa
- José Domingos	: Gouverneur De Sousa
- Said el Hamdi	: Achillas

### Deuxième saison:La Reine Cléopâtre
- Jada Pinkett Smith : Narrateur
- Adele James : Cléopâtre
- John Partridge : Jules César
- Craig Russell : Marc Antoine
- Michael Greco : Pothinus

## Épisodes

### Première saison:Njinga
- Épisode 1 : Un roi est mort
- Épisode 2 : Le pouvoir ne se donne pas
- Épisode 3 : Le pacte de sang
- Épisode 4 : L'héritage d'une reine

### Deuxième saison:La Reine Cléopâtre
- Épisode 1 : Rivalités
- Épisode 2 : À Rome, fais comme…
- Épisode 3 : Ce qu'il faut faire
- Épisode 4 : La dernière pharaonne

## Accueil
La première saison reçoit un accueil mitigé. La journaliste E. Jones de The Guardian notamment lui attribue une note 2 étoiles sur 5. Elle note : « Ce récit du parcours d'une dirigeante africaine du XVIIe siècle fait intervenir des universitaires de qualité, mais ils sont noyés dans des séquences de reconstitutions dramatiques de mauvaise qualité », ajoutant que « la série manque de contexte, d'analyse ou de personnalité ». La critique TV Angie Han du magazine The Hollywood Reporter se montre également critique. Elle note que le format de la série limite sa capacité à approfondir le sujet. En revanche, Richard Roeper du quotidien Chicago Sun-Times fait l'éloge de la série, lui attribuant une note de trois étoiles sur quatre.

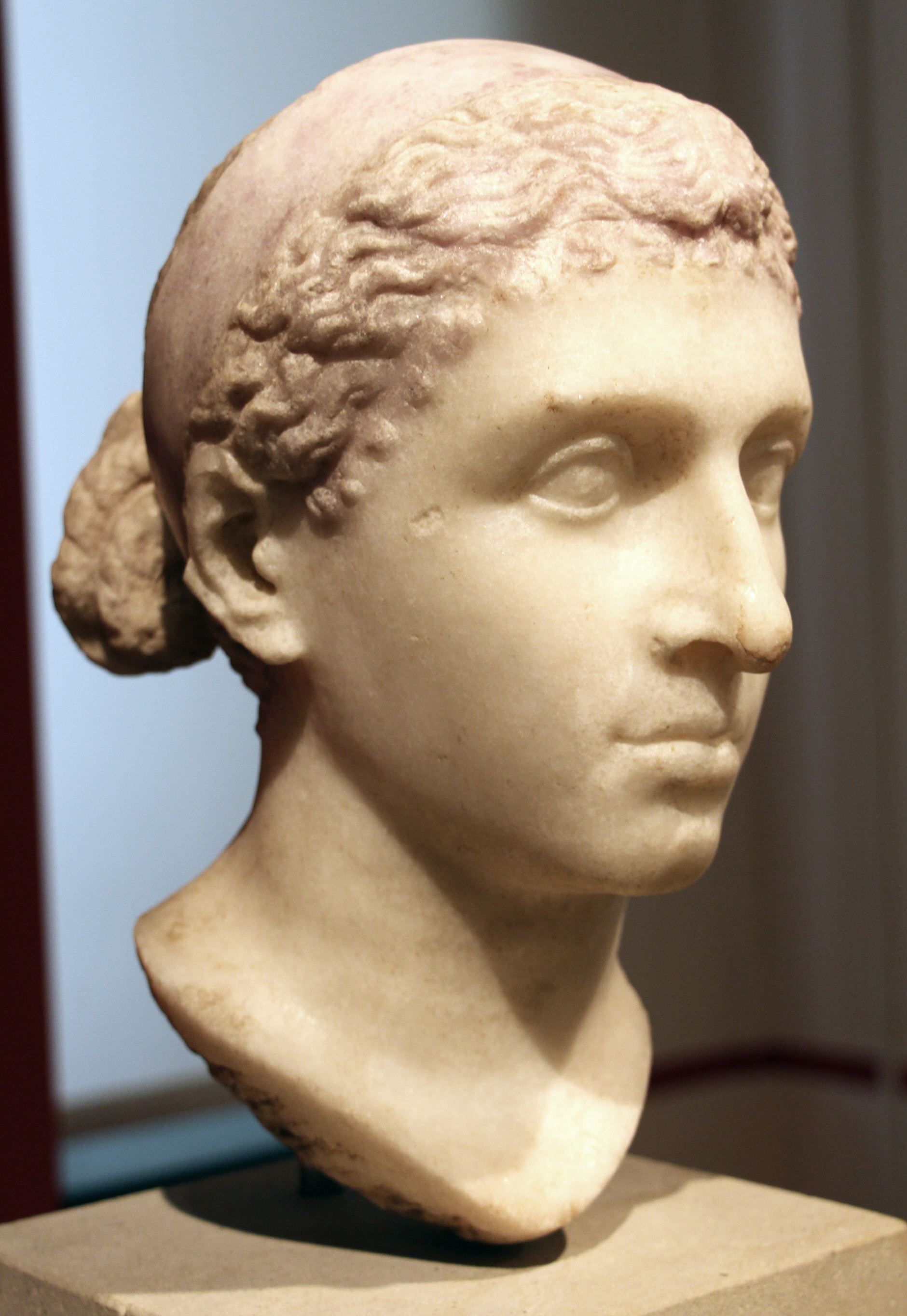
Buste de Cléopâtre VII (Altes Museum, Berlin).

Avant sa sortie, la seconde saison suscite une polémique autour du choix de l'actrice britannique Adele James afin d'incarner la reine Cléopâtre. Même si la couleur de peau de la reine fait encore l'objet de débats, la décision de la production de choisir une actrice noire suscite de vives réactions, notamment en Égypte. L'égyptologue et ancien ministre égyptien des Antiquités Zahi Hawass déclare : « C'est complètement faux. Cléopâtre était grecque, ce qui signifie qu'elle avait la peau claire, pas noire ». Il ajoute : « Netflix essaie de provoquer la confusion en diffusant des faits faux et trompeurs selon lesquels l'origine de la civilisation égyptienne est noire »,,. L'hypothèse d'une action en justice est également émise par un avocat égyptien afin de bloquer Netflix dans le pays, au motif que Netflix ferait la promotion de l'afrocentrisme et tenterait d'effacer l'histoire égyptienne. Un législateur égyptien a même lancé un appel au Premier ministre et au ministre des Communications égyptiens afin qu'ils prennent des mesures pour interdire Netflix.
Rebecca Futo Kennedy, professeure agrégée de lettres classiques à l'Université de Denison, déclare cependant que « demander si quelqu'un était noir ou blanc » est une question anachronique. Selon elle, ce débat est plus représentatif des questions politiques modernes que des recherches ayant pour but de réellement comprendre l'antiquité.